# 1978 en Grèce
Chronologie de la Grèce
- 1974
- 1975
- 1976
- 1977
- 1978
- 1979
- 1980
- 1981
- 1982

Le drapeau de la Grèce est adopté.

Cette page concerne les évènements survenus en 1978 en Grèce  :

## Évènements
- 20 juin : Séisme de Thessalonique (en)
- 9 août : Explosion de moteur à bord du vol 411 Olympic Airways (en) à Athènes (pas de victime).
- 22 décembre : Adoption du drapeau de la Grèce

## Cinéma - Sortie de film
- 2-8 octobre : Festival du cinéma grec
- 1922
- Cri de femmes
- Deux Lunes en août
- Les Fainéants de la vallée fertile
- La Loi de la CIA

## Sport
- 18 mai : Examen des candidatures pour les Jeux olympiques d'hiver de 1984 à Athènes.
- 29 mai-2 juin : Rallye de l'Acropole 1978
- Coupe de Grèce de football (1977-1978) (en)
- Coupe de Grèce de football (1978-1979) (en)
- Championnat de Grèce de football 1977-1978
- Championnat de Grèce de football 1978-1979
- Création des clubs Peramatos Ermis B.C. (en) (basket) et Vataniakos F.C. (en) (football).

## Création
- 3e Division des forces spéciales (en)
- Équipe de sauvetage hellénique (en)
- Ecoles Mandoulides (en)
- Festival du court métrage de Dráma
- Unité spéciale antiterroriste répressive (en)

### Presse
- Pop & Rock magazine (en)
- Modèle:Ptisi & Diastima

## Dissolution
- Parti des nouveaux libéraux (en)

## Naissance
- Isavélla Dára, mannequin, animatrice de télévision, artiste et personnalité politique.
- Pantelís Kafés, footballeur.
- Iríni Kassimáti, personnalité politique.
- Éva Kaïlí, présentatrice de journal télévisé.
- Vicky Kaya, mannequin, actrice, présentatrice de télévision et entrepreneuse.
- Pétros Konstantinéas, personnalité politique.
- Dimítrios Konstantópoulos, footballeur.
- Anastasía Kostáki, basketteuse.
- Evanthía Máltsi, basketteuse.
- Panayótis Marentákis, cycliste.
- Márkos Moraïtákis, cycliste.

## Décès
- Nicolas Kitsikis, personnalité politique.

- Sofía Vémbo, actrice et chanteuse.